# 苛求短杆状菌
苛求短杆状菌（学名：Brevitalea deliciosa）是短杆状菌属的下属物种。该菌呈革兰氏阴性、好氧且嗜温。

## 词源
种加词“deliciosa”源自拉丁语，本义为美味的，引申为对美味的挑剔或苛求，指该菌株只能利用有限的几种底物。

## 发现
2012年春季，学者在纳米比亚北部卡万戈区马歇尔地区采集了奥卡万戈河附近的旧洪泛平原土壤样本，从中富集出苛求短杆状菌菌株。分离该菌的土壤是非灌溉农业沙质卡拉哈里土壤，pH值接近中性，表面松散地覆盖着西瓜和豆科植物。采集后，菌株样本被送至德国做进一步的种植实验，并于2016年被正式描述。

## 描述
干土短杆状菌的细胞长约0.9至1.8µm，宽约0.6至0.8µm，呈杆状。该菌为非运动性革兰氏阴性细菌，不形成孢子，并通过二分裂繁殖。该菌是嗜温且中性细菌，其生长温度范围为24.6至34.2°C，最适生长温度为32.9至37.2°C；pH范围为4.7至9.0，最佳pH值在5.4至6.5之间。该菌可耐受最高0.5%的氯化钠浓度，0.25%氯化钠浓度为最佳浓度。理想条件下，其最短倍增时间为7.6小时。该菌是一种严格需氧、化能有机异营菌，含复杂蛋白质的底物是其首选的碳源和能源。该菌呈过氧化氢酶阳性以及细胞色素c氧化酶阴性。
该菌在固体培养基上可形成直径少于1毫米的菌落。菌落柔软而粘稠，呈白色，外观为凸起的圆形，表面光滑，边缘整齐。